# جيمس سالتر
جيمس سالتر (بالإنجليزية: James Salter) (و. 1925 – 2015 م) هو كاتب سيناريو، وروائي، وطيار، وكاتب أمريكي، ولد في نيويورك، كان عضوًا في الأكاديمية الأمريكية للفنون والآداب، والأكاديمية الأمريكية للفنون والعلوم، توفي في ساغ هاربور، عن عمر يناهز 90 عاماً.

## التعليم
تعلم في الأكاديمية العسكرية الأمريكية، ومدرسة هوراس مان ‏.

## جوائز
حصل على جوائز منها:
- جائزة بن/فاکنر عن فئة الأعمال الخيالية  [لغات أخرى]‏ (1989)
- جائزة بن/مالامود.

## وصلات خارجية
- جيمس سالتر على موقع IMDb (الإنجليزية)
- جيمس سالتر على موقع الموسوعة البريطانية (الإنجليزية)
- جيمس سالتر على موقع مونزينجر (الألمانية)
- جيمس سالتر على موقع قاعدة بيانات الفيلم (الإنجليزية)
- جيمس سالتر في قاعدة بيانات الأفلام على الإنترنت